# Timoleague
Timoleague (irisch Tigh Molaige, Bedeutung: „Haus von Molaga“) ist ein Ort im County Cork in Irland. Er liegt an Irlands Südküste nahe der Mündung des Flusses Argideen in die Keltische See. Südöstlich befindet sich der Ort Courtmacsherry, etwa 15 km südlich von Bandon. Clonakilty liegt westlich. Timoleague hatte im Jahr 2022 insgesamt 387 Einwohner. Früher wurde der Ortsname auch Tagumlag, Tymulagy oder Tymoleague geschrieben.

## Geschichte

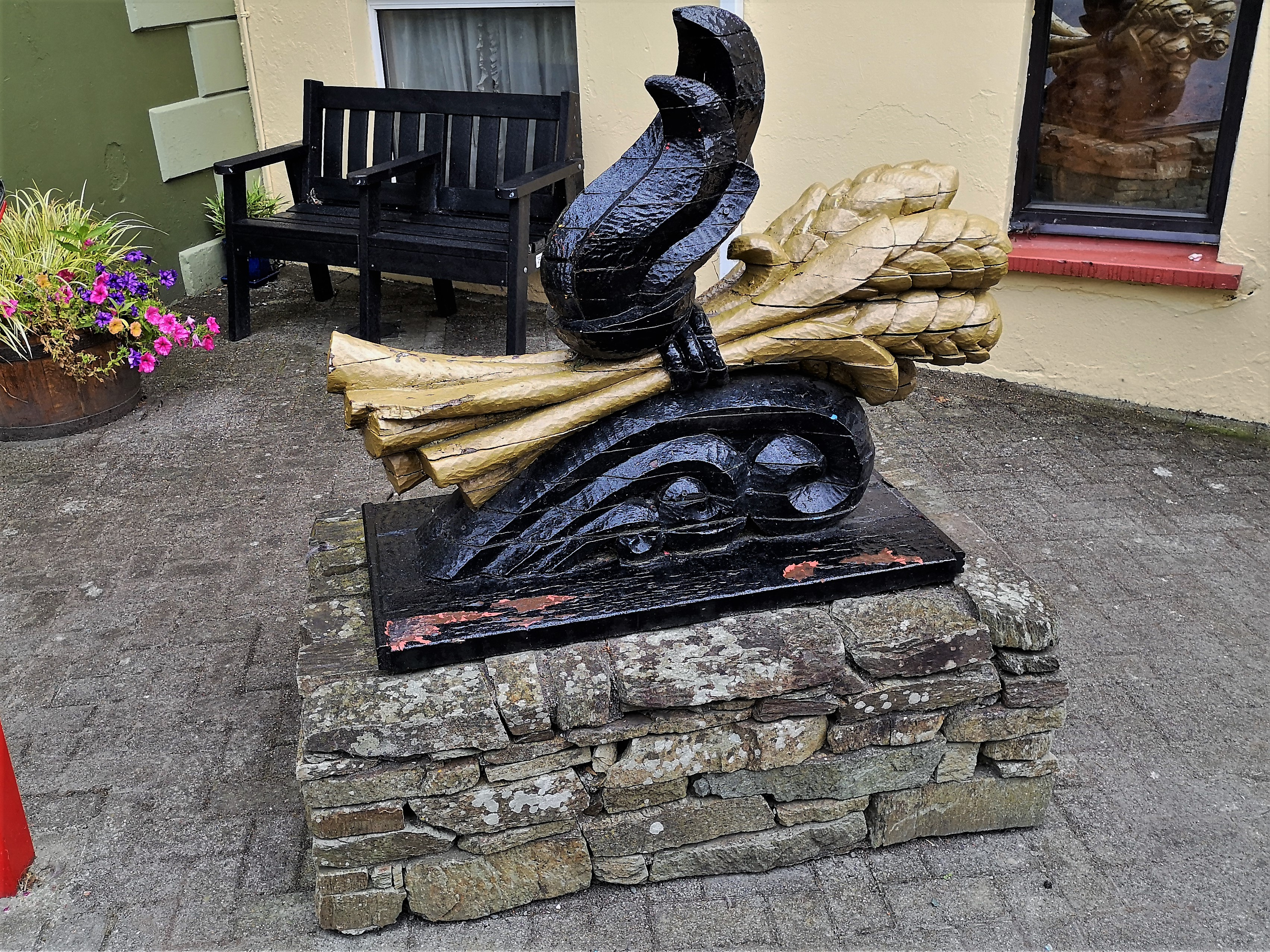
Denkmal zur Erinnerung an die Legende des hl. Molaga

Im 6. oder 7. Jahrhundert soll der heilige Molaga hier eine Mönchssiedlung gegründet haben. Von Saint Molaga wird berichtet, dass er die Bienenhaltung und den Honig nach Irland gebracht haben soll. Die Honigproduktion spielt in der Gegend immer noch eine Rolle. Der Legende nach hatte er bereits an mehreren Stellen versucht eine Kirche zu errichten, doch stürzte in der Nacht immer das ein, was am Tag zuvor errichtet worden war. Eines Tages baute Molaga ein kleines Boot aus einem Bündel Getreide, befestigte darauf eine brennende Kerze und ließ es den Argideen herabtreiben. Das kleine Boot trieb nahe der Stelle an, wo sich heute die Überreste der Timoleague Friary befinden.
Dieses Kloster wurde 1240 von den Franziskanern gegründet. 1312 wurde die Abtei von Donal Glas McCarthy erweitert. Irische und normannische Gönner erweiterten sie im 16. Jahrhundert noch einmal. Der Bischof von Ross, Edmund de Courcy, ließ um 1500 einen Turm errichten. Er selbst wurde 1518 auf dem alten Friedhof vor den Klostermauern bestattet. Hier liegen auch andere bedeutende Mitglieder irischer und normannischer Familien. Die Mönche wurden durch die Reformation vertrieben, kehrten aber 1604 zurück. 1612 wurde die Abtei durch englische Soldaten geplündert. Alle Glasfenster gingen dabei zu Bruch. 1629 verließen die Mönche das Kloster.
Der Ort und viel vom Umland gehörte der englischen Familie Hodnett, die in der Gegend von Shropshire siedelte. Davor gehörte das Land den O'Cowigs. Während der Herrschaft von Heinrich III. wurde in der Nähe von Timoleague zwischen den Hodnetts und den Barrys eine Schlacht geschlagen. Die Hodnetts unterlagen und ihr Anführer Lord Philip Hodnett wurde getötet. Die Barrymores wurden Eigentümer des Landes und behielten den Besitz bis rund 1818, als sie ihn an die Travers-Familie verkauften.

## Sehenswürdigkeiten
Von der Timoleague Friary ist noch viel Bausubstanz erhalten geblieben. Zwei Kilometer entfernt von Timoleague befinden sich die Ruinen der Abbeymahon Abbey, einem Zisterzienserkloster, welches 1172 gegründet wurde.
In der Church of the Ascension, die zur Church of Ireland gehört, ist der Innenraum vollständig mit Mosaiken verziert, die vom indischen Maharadscha von Gwalior und der Familie der Travers, die die lokalen Grundherren waren, bezahlt wurden. Der Maharadscha wollte mit seiner Spende an seinen Arzt Crofts gedenken, der aus Timoleague kam.
Die katholische Church of the Nativity of the Blessed Virgin Mary wurde 1912 im hiberno-romanischen Stil errichtet. Ihr Rundturm entstand 1931. Bunte Glasfenster von Harry Clarke zieren den Haupteingang.
Ein Landschaftsgarten liegt an den Ufern des Argideen in der Nähe von Timoleague House, das von der Familie Travers errichtet wurde. Im Garten liegen auch die Ruinen von Timoleague Castle, dem ehemaligen Schloss der Barrys.
In der Nähe stehen die Steinpaare von Barryshall.

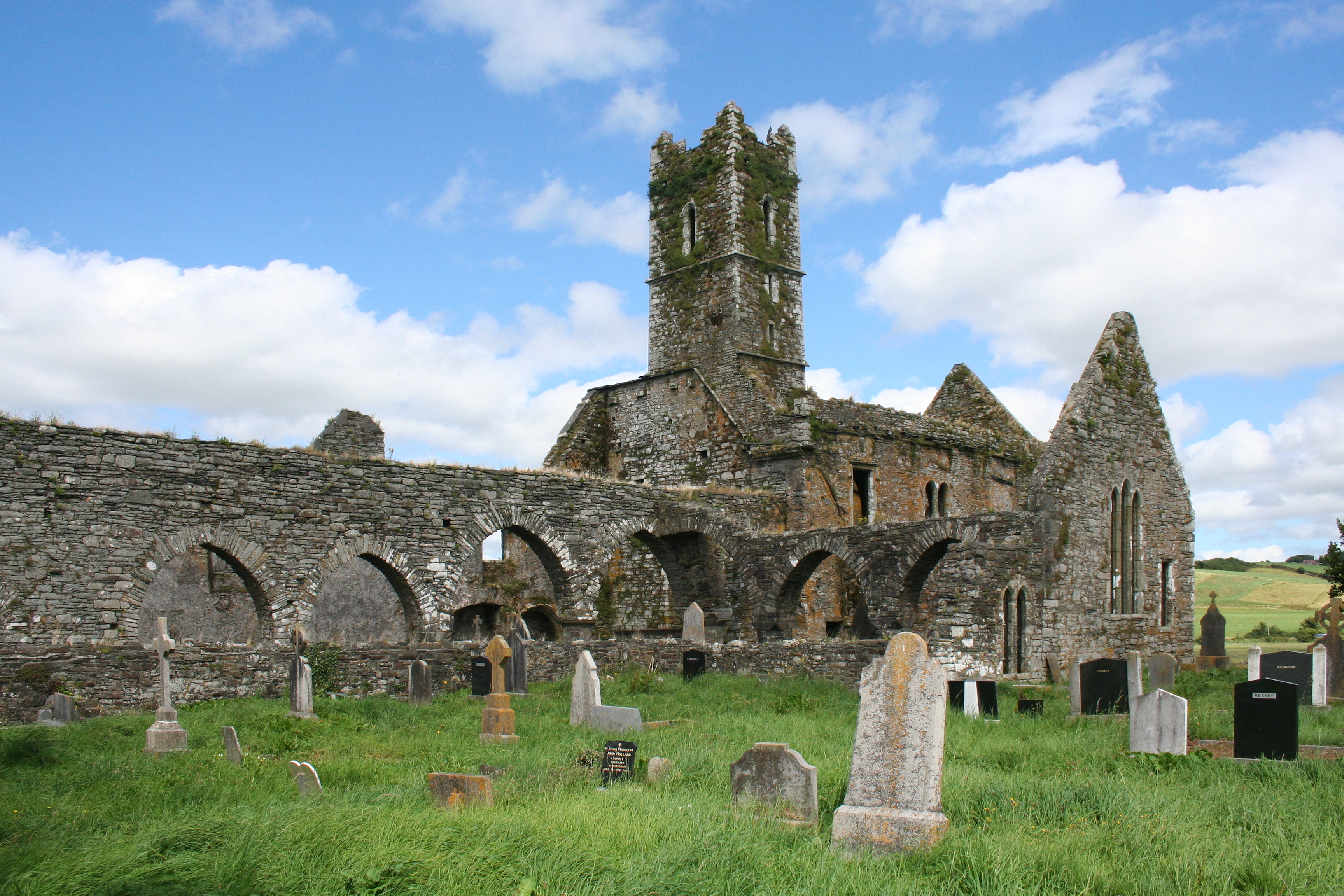
Ruine von Timoleague Friary
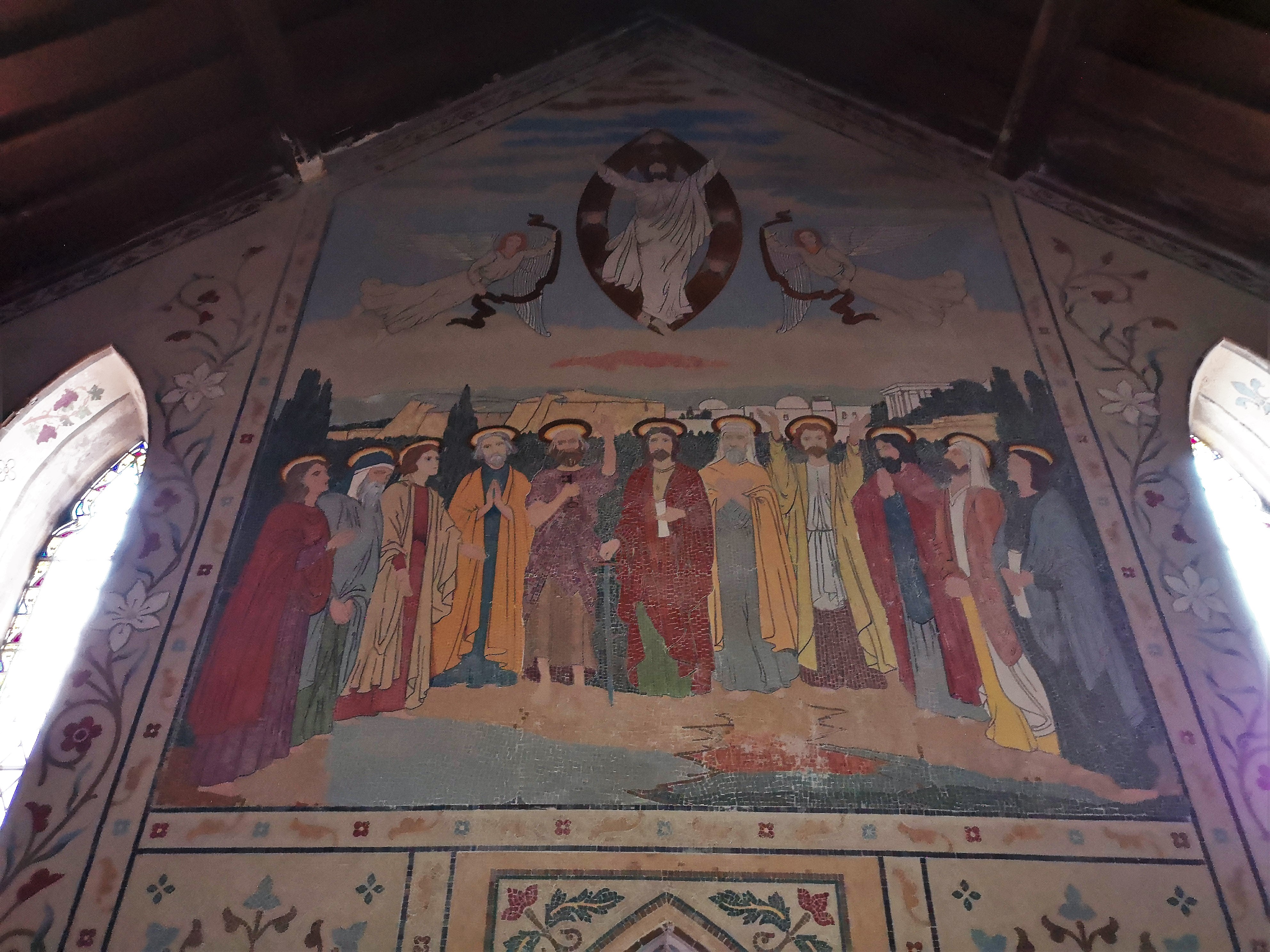
Mosaik in der Church of the Ascension
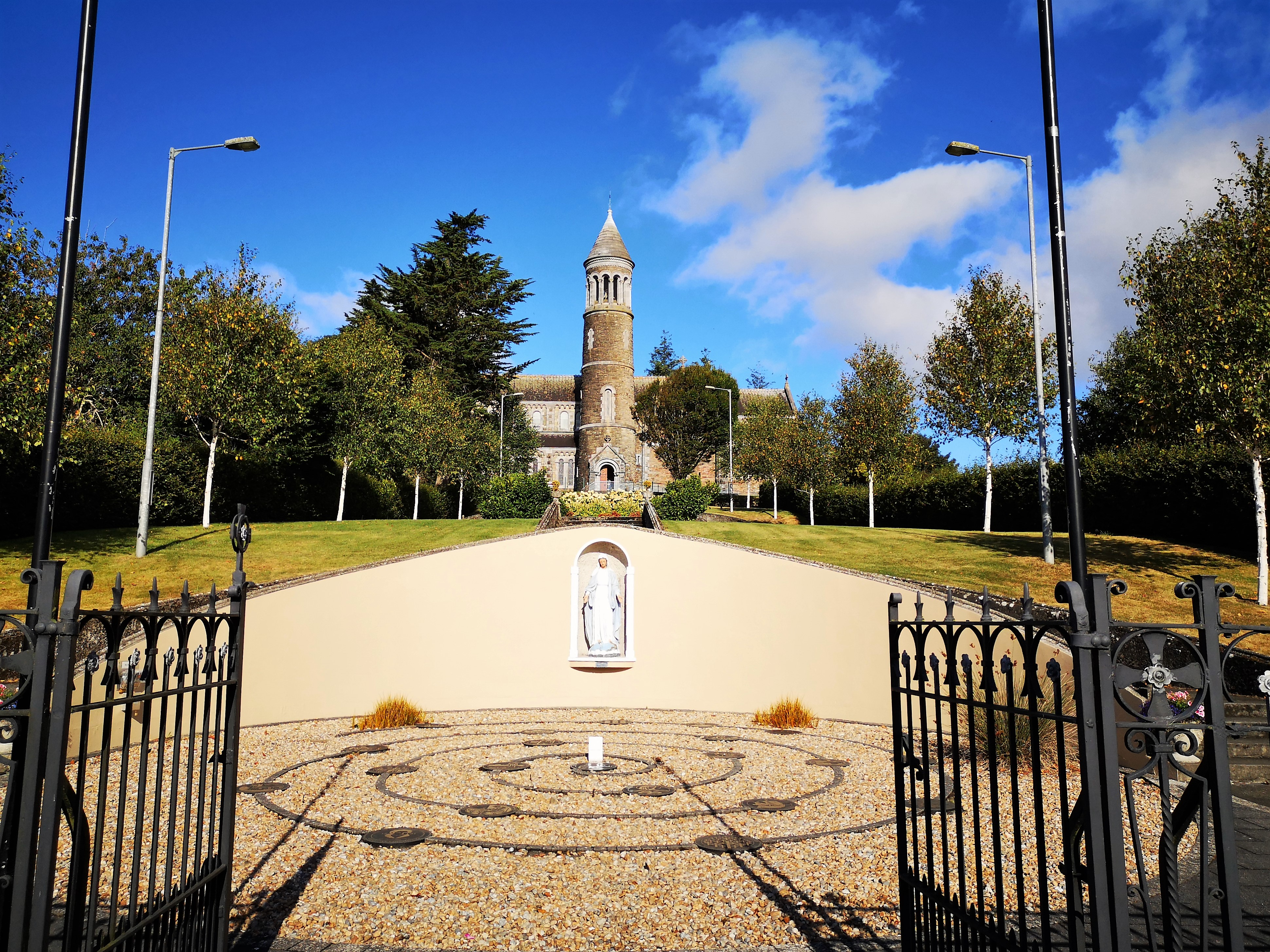
Church of the Nativity of the Blessed Virgin Mary

## Wirtschaft
Die Wirtschaft stützt sich hauptsächlich auf den Tourismus, die Landwirtschaft und das Handwerk.

## Jährliche Ereignisse
- Timoleague Harvest Festival (jährlich im August)